# Monastyr Pokrowski
Monastyr Pokrowski, także: monastyr Opieki Matki Bożej (ukr. Покровський монастир) – prawosławny męski klasztor w Charkowie, w jurysdykcji eparchii charkowskiej Ukraińskiego Kościoła Prawosławnego Patriarchatu Moskiewskiego. Jego honorowym przełożonym jest metropolita charkowski i bohoduchowski Onufry, zaś jego namiestnikiem – archimandryta Gleb (Petrenko). 

## Historia
Powstanie klasztoru było związane z przeniesieniem do Charkowa z Biełgorodu szkoły grecko-łacińsko-słowiańskiej, co nastąpiło w 1726 z inicjatywy księcia Michaiła Golicyna i biskupa biełgorodzkiego Epifaniusza. Osiem lat później szkołę przemianowano na Kolegium Charkowskie. W kolegium uczyło się każdorazowo po 500 słuchaczy ze wschodnich ziem ukraińskich, z różnych środowisk społecznych. W 1799 kolegium zostało przekształcone w monaster i prowadzoną przy nim szkołę. Jako siedzibę męskiej wspólnoty monastycznej wyznaczono teren wokół cerkwi Opieki Matki Bożej wyświęconej w 1689 przez metropolitę biełgorodzkiego Abrahama. Pierwszym namiestnikiem monasteru został archimandryta Platon (Malinowski). W II połowie XVIII w. monaster kilkakrotnie odwiedzał późniejszy święty biskup Joazaf z Biełgorodu. Klasztor zaliczał się wtedy do najważniejszych prawosławnych ośrodków oświatowych na ziemiach dzisiejszej Ukrainy, a jego znaczenie było porównywalne do oddziaływania Akademii Mohylańskiej.
Od 1799 w monasterze znajduje się rezydencja biskupów słobodzko-ukraińskich, a następnie charkowskich. Budynki klasztorne rozbudował biskup charkowski Filaret, sprawujący urząd w latach 1848–1859. Arcybiskup charkowski Ambroży (1882–1901) utworzył w klasztorze szkołę śpiewu cerkiewnego, bezpłatnie kształcącą kandydatów na psalmistów cerkiewnych. Znaczące wysiłki na rzecz odnowy duchowej monasteru Opieki Matki Bożej poczynił metropolita Antoni (1914–1918).
Po rewolucji październikowej i przyłączeniu Ukrainy do Rosji Radzieckiej arcybiskup charkowski i achtyrski Nataniel i wspólnota mnisza bezskutecznie ubiegali się o niezamykanie monasteru. 30 września 1922 władze radzieckie zlikwidowały klasztor i nakazały mnichom udać się do dowolnych innych monasterów. Zakonnicy służyli odtąd w czynnych jeszcze cerkwiach w Charkowie i w guberni charkowskiej. Budynek klasztoru zajęły różne organizacje, w tym muzeum historyczne, w którym eksponowano m.in. czczone dawniej w monasterze relikwie św. patriarchy konstantynopolitańskiego Atanazego. Kolejne straty budynek klasztornego soboru (nadal czynnego) poniósł w czasie okupacji niemieckiej podczas II wojny światowej. W 1945 świątynię tę odebrano parafii i przekazano muzeum, które już wcześniej otrzymało we władanie dawną siedzibę biskupią. W 1958 sobór został częściowo odremontowany, do prac tych wrócono następnie w 1967. W tym samym roku władze zmusiły biskupa charkowskiego Leoncjusza do opuszczenia zajmowanych jeszcze przez eparchię pomieszczeń w monasterze.
Rosyjski Kościół Prawosławny odzyskał monaster dzięki staraniom biskupa charkowskiego Nikodema w 1990. Jego pierwszym przełożonym został archimandryta Witalis (Żukow). W maju 1992 w monasterze odbywał się sobór charkowski, który zdecydował o usunięciu metropolity Filareta z katedry kijowskiej w związku z nieposłuszeństwem wobec patriarchy moskiewskiego i całej Rusi i Soboru Lokalnego Rosyjskiego Kościoła Prawosławnego i który mianował nowym metropolitą kijowskim dotychczasowego metropolitę rostowskiego Włodzimierza. W latach 2000–2003 namiestnikiem klasztoru był archimandryta Sebastian (Szczerbakow), który w 2003 razem z mnichami samowolnie porzucił klasztor. Od tego momentu zwierzchnikiem monasteru był biskup pomocniczy eparchii charkowskiej, arcybiskup iziumski Onufry (obecny metropolita charkowski). Trwają prace nad renowacją i odbudową zabudowań monasterskich.